# Norgesmesterskapet
Il Norgesmesterskapet o Norgesmesterskapet i fotball for herrer per esteso (letteralmente "campionato norvegese di calcio maschile"), anche noto come NM, è la coppa nazionale calcistica norvegese. Disputata dal 1902, viene assegnata dalla Federazione calcistica della Norvegia ed è il secondo torneo calcistico per importanza dopo l'Eliteserien, nonché il più antico del paese.
Le squadre più titolate sono l'Odd Grenland, il Rosenborg e il Fredrikstad, tutte a pari merito con 12 vittorie.

## Storia
La prima edizione della coppa fu disputata nel 1902, ma solo tra i vincitori dei campionati delle contee. Questa formula fu adottata fino al 1933, quando furono ammessi a parteciparvi anche i club delle categorie superiori. Tuttavia, fino al 1963 la competizione non era a livello nazionale, in quanto comunque fino a quel momento soltanto le squadre della Norvegia meridionale erano ammesse.
Da quell'anno, invece, presero parte alla coppa anche i team della Norvegia settentrionale. Questo ritardo era da una parte dovuto alle difficili condizioni delle comunicazioni nel nord del paese, dall'altra alla convinzione che le squadre delle tre contee del nord (Finnmark, Troms e Nordland) non potessero competere con quelle del sud (il Bodø/Glimt - uno dei due "nuovi arrivi" - rimase in gara fino al quarto turno nell'edizione di quell'anno, eliminando addirittura il Rosenborg). Prima della finale dell'edizione 2004, la NRK definiva la finale dell'edizione 1986 tra Tromsø e Lillestrøm come "Tidenes Cupfinale" ("La miglior finale di coppa di sempre").

## Vincitori
| Squadra             | Vittorie | Secondi posti | Anni vittorie                                                          |
| ------------------- | -------- | ------------- | ---------------------------------------------------------------------- |
| Odd Grenland        | 12       | 9             | 1903, 1904, 1905, 1906, 1913, 1915, 1919, 1922, 1924, 1926, 1931, 2000 |
| Fredrikstad         | 12       | 7             | 1932, 1935, 1936, 1938, 1940, 1950, 1957, 1961, 1966, 1984, 2006, 2024 |
| Rosenborg           | 12       | 5             | 1960, 1964, 1971, 1988, 1990, 1992, 1995, 1999, 2003, 2015, 2016, 2018 |
| Lyn Oslo            | 8        | 6             | 1908, 1909, 1910, 1911, 1945, 1946, 1967, 1968                         |
| Skeid               | 8        | 3             | 1947, 1954, 1955, 1956, 1958, 1963, 1965, 1974                         |
| Brann               | 7        | 9             | 1923, 1925, 1972, 1976, 1982, 2004, 2022                               |
| Lillestrøm          | 6        | 8             | 1977, 1978, 1981, 1985, 2007, 2017                                     |
| Sarpsborg           | 6        | 6             | 1917, 1929, 1939, 1948, 1949, 1951                                     |
| Viking              | 6        | 5             | 1953, 1959, 1979, 1989, 2001, 2019                                     |
| Molde               | 6        | 4             | 1994, 2005, 2013, 2014, 2021, 2023                                     |
| Strømsgodset        | 5        | 2             | 1969, 1970, 1973, 1991, 2010                                           |
| Ørn-Horten          | 4        | 4             | 1920, 1927, 1928, 1930                                                 |
| Vålerenga           | 4        | 2             | 1980, 1997, 2002, 2008                                                 |
| Mjøndalen           | 3        | 5             | 1933, 1934, 1937                                                       |
| Frigg               | 3        | 3             | 1914, 1916, 1921                                                       |
| Bodø/Glimt          | 2        | 5             | 1975, 1993                                                             |
| Mercantile          | 2        | 1             | 1907, 1912                                                             |
| Tromsø              | 2        | 1             | 1986, 1996                                                             |
| Aalesund            | 2        | -             | 2009, 2011                                                             |
| Kvik                | 1        | 2             | 1918                                                                   |
| Bryne               | 1        | 1             | 1987                                                                   |
| Gjøvik-Lyn          | 1        | 1             | 1962                                                                   |
| Hødd                | 1        | -             | 2012                                                                   |
| Moss                | 1        | 1             | 1983                                                                   |
| Stabæk              | 1        | 1             | 1998                                                                   |
| SK Grane Nordstrand | 1        | 1             | 1902                                                                   |
| Sparta Sarpsborg    | 1        | -             | 1952                                                                   |
| Sandefjord          | -        | 3             | -                                                                      |
| Haugar              | -        | 2             | -                                                                      |
| Urædd               | -        | 2             | -                                                                      |
| Vard Haugesund      | -        | 2             | -                                                                      |
| Sarpsborg 08        | -        | 2             | -                                                                      |
| Akademisk           | -        | 1             | -                                                                      |
| Asker               | -        | 1             | -                                                                      |
| Drafn               | -        | 1             | -                                                                      |
| Drammens            | -        | 1             | -                                                                      |
| Follo               | -        | 1             | -                                                                      |
| Fram Larvik         | -        | 1             | -                                                                      |
| Larvik Turn         | -        | 1             | -                                                                      |
| Fyllingen           | -        | 1             | -                                                                      |
| Haugesund           | -        | 1             | -                                                                      |
| Solberg             | -        | 1             | -                                                                      |
| Sogndal             | -        | 1             | -                                                                      |